# Мельгір (озеро)
Мельгір (араб. شط ملغيغ) — безстічне пересихаюче солоне озеро (шот) в Північній Африці, найбільше на території Алжиру.

## Опис
Розташоване на заході серії западин, що тягнуться вглиб Сахари від затоки Габес в Тунісі.
Взимку вода дощів, що стікає з гір Орес по ваді Джеді і іншим, наповнює озеро.
При максимальному рівні -26 м нижче морського рівня площа озера досягає 6700 км², а ширина в напрямку схід-захід — 130 км. Влітку Шотт-Мельгір пересихає і перетворюється на солончак. При цьому найнижча точка западини знаходиться на рівні -40 м нижче рівня моря, що робить її найнижчою в Алжирі.

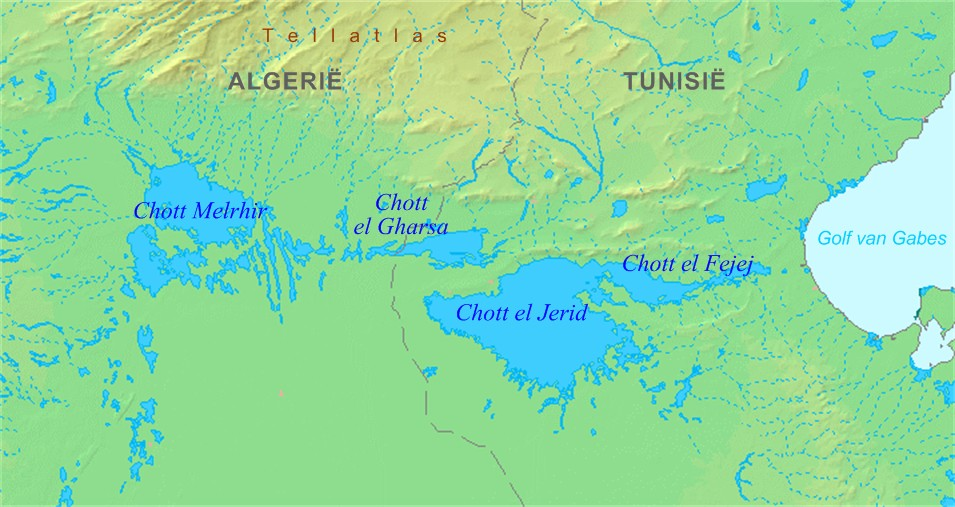

Поруч розташовані міста Біскра, Ель-Уед і Туггурт. Озеро включено до списку угідь Рамсарської конвенції.